# Бискупија Тумбура-Јамбјо
Бискупија Тумбура-Јамбјо (лат. Dioecesis Tomburaënsis-Yambioensis) је једна од шест бискупија римокатоличке цркве на територији Јужног Судана, под управом надбискупије у Џуби. Захвата површину од 81.321 км², а њено седиште је у граду Јамбјоу. Има око 310.000 верника и тринаест верских објеката на својој територији. Поглавар је бискуп Џозеф Абангиде Гаси.

## Историја
Трећег марта 1949. установљена је апостолска префектура Мупој која је настала извајањем из апостолске префектуре Бахр ел Џебел и апостолског викаријата Бахр ел Газал. У децембру 1974. узвишена је у бискупију Тумбура, а 1986. променила је назив у бискупија Тумбура-Јамбјо.

## Досадашњи поглавари
- Доменико Ферар (1949–1973)
- Џозеф Абангиде Гаси (1974–)